# Nemoura formosana
Nemoura formosana är en bäcksländeart som beskrevs av Tatemi Shimizu 1997. Nemoura formosana ingår i släktet Nemoura och familjen kryssbäcksländor. Inga underarter finns listade i Catalogue of Life.